# Rašeliniště u Suchdola
Rašeliniště u Suchdola je přírodní památka na severozápadním okraji Suchdola u Kunžaku v okrese Jindřichův Hradec. Oblast spravuje Agentura ochrany přírody a krajiny ČR. Důvodem ochrany je lokalita s výskytem neobvyklých druhových kombinací v rostlinných společenstvech s řadou vzácných druhů.